# Castelli Romani

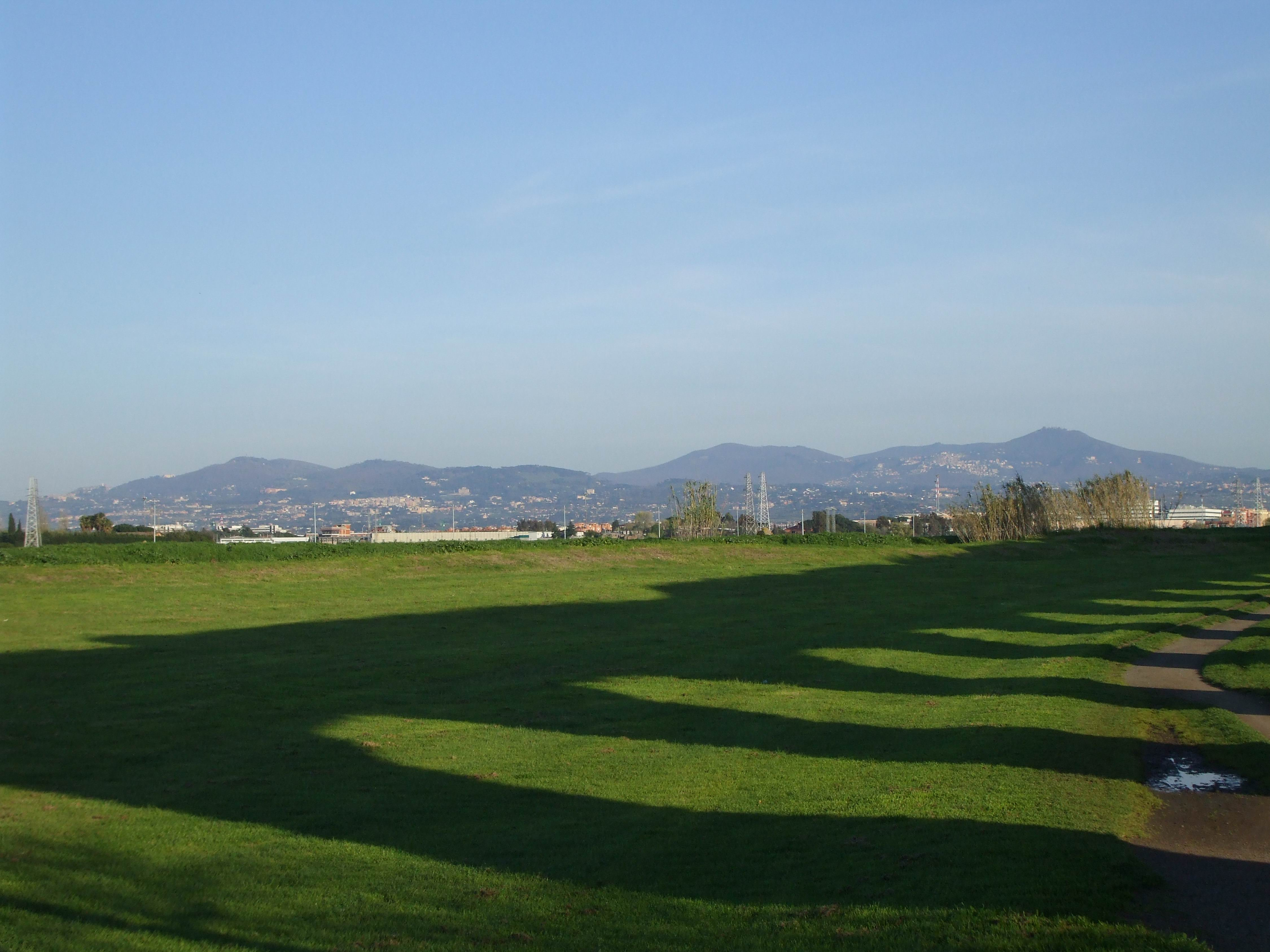
I Albanobergen sett från Parco degli Acquedotti i Rom.

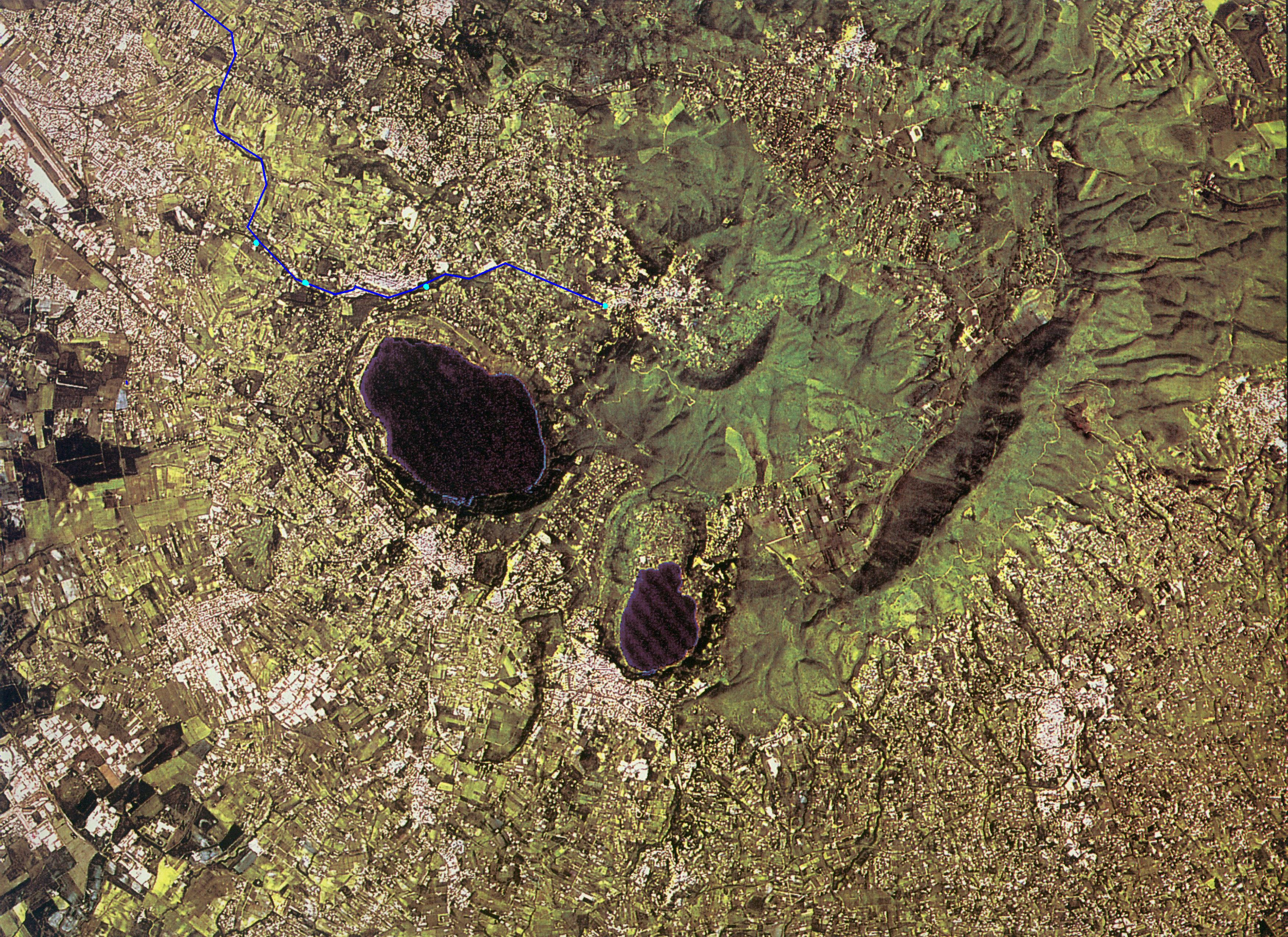
Satellitbild på Albanobergen med sjöarna Lago Albano och Lago di Nemi.

Castelli Romani är ett område beläget vid Albanobergen sydöst om Rom i Italien. Området överensstämmer mer eller mindre med det antika området Latium Vetus.

## Kommuner i Castelli Romani[1]
- Albano Laziale
- Ariccia
- Castel Gandolfo
- Colonna
- Frascati
- Genzano di Roma
- Grottaferrata
- Lanuvio
- Lariano
- Marino
- Monte Compatri
- Monte Porzio Catone
- Nemi
- Rocca di Papa
- Rocca Priora
- Velletri